# Periommatus
Periommatus är ett släkte av skalbaggar. Periommatus ingår i familjen vivlar.

## Dottertaxa tillPeriommatus, i alfabetisk ordning[1]
- Periommatus abruptus
- Periommatus angustiformis
- Periommatus angustior
- Periommatus artecircularis
- Periommatus artestrigatus
- Periommatus basilewskyi
- Periommatus bicallosus
- Periommatus bifrons
- Periommatus bispinus
- Periommatus brevestrigatus
- Periommatus brevispinatus
- Periommatus camerunus
- Periommatus circulariceps
- Periommatus circularis
- Periommatus collaticius
- Periommatus congoanus
- Periommatus corporaali
- Periommatus costatus
- Periommatus crebrestrigatus
- Periommatus defranatus
- Periommatus elongatus
- Periommatus excisus
- Periommatus gracilis
- Periommatus grandis
- Periommatus inermis
- Periommatus kreczmeri
- Periommatus latescapus
- Periommatus latespinatus
- Periommatus longicollis
- Periommatus longus
- Periommatus luebensis
- Periommatus major
- Periommatus minutus
- Periommatus mirabilis
- Periommatus mkusii
- Periommatus nigeriensis
- Periommatus nitidicollis
- Periommatus papuanus
- Periommatus penicillatus
- Periommatus philippinensis
- Periommatus piceus
- Periommatus planifrons
- Periommatus pseudocamerunus
- Periommatus pseudogracilis
- Periommatus pseudomajor
- Periommatus pseudoseverini
- Periommatus quinquespinatus
- Periommatus robertsi
- Periommatus severini
- Periommatus signatus
- Periommatus similis
- Periommatus simillimus
- Periommatus subcircularis
- Periommatus subrobustus
- Periommatus substriatus
- Periommatus sulcatus
- Periommatus sumatranus
- Periommatus suturalis
- Periommatus titschaki
- Periommatus triquetrus
- Periommatus truncatellus
- Periommatus truncatiformis
- Periommatus truncatipennis
- Periommatus truncatus